# Gert J. Hödl

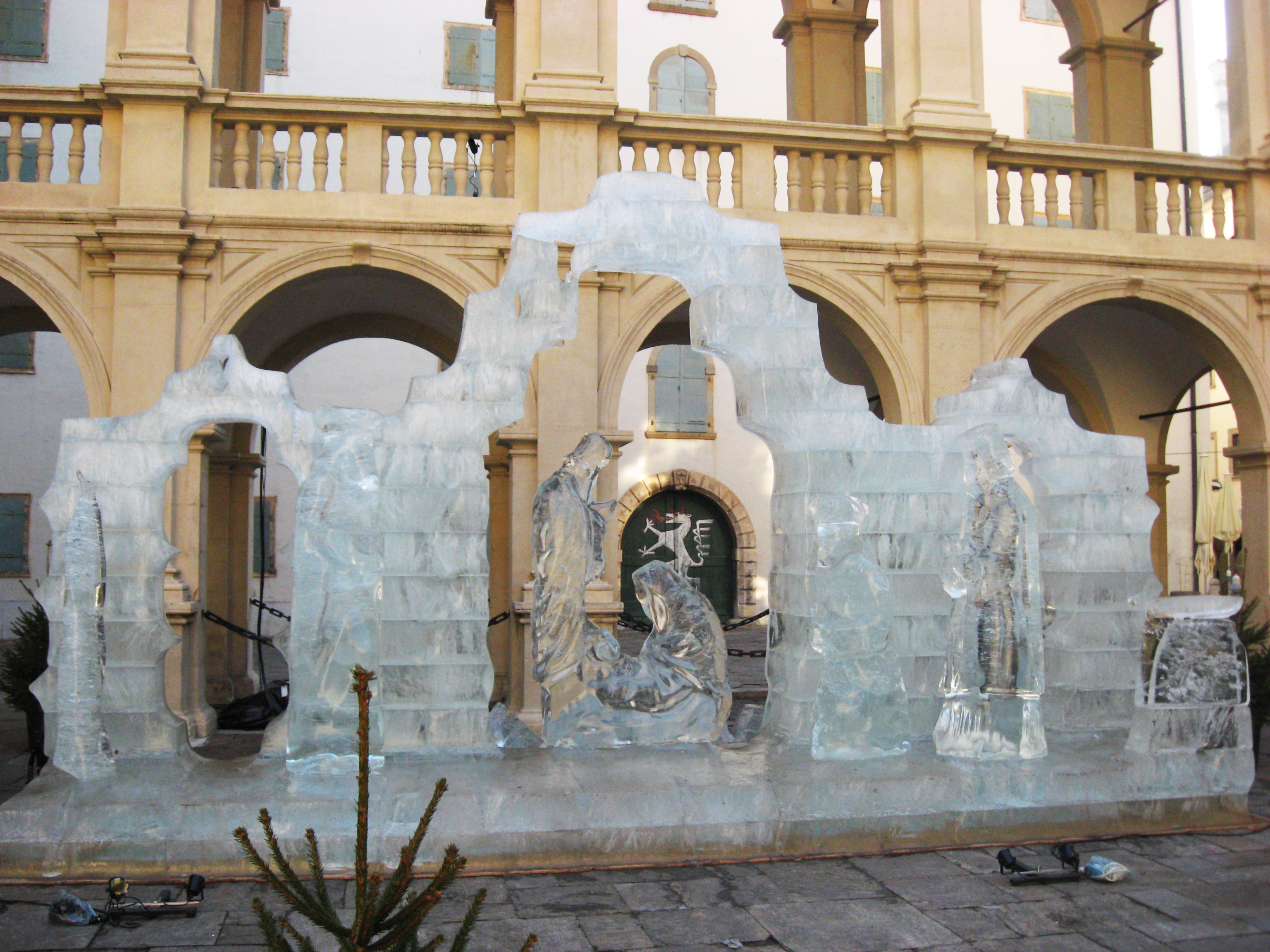
Grazer Eiskrippe 2011

Gert J. Hödl (* 6. November 1943 in Wien; † 19. Jänner 2017 in Villach) war ein österreichischer Eis- und Sandkünstler. Bekanntheit erlangte der dreifache Weltmeister im Eisschnitzen als Schöpfer der Grazer Eiskrippe, für deren Gestaltung er bis 2013 verantwortlich war.

## Leben und Karriere

### Ausbildung
Gert Hödl wurde in Wien geboren und besuchte das Stiftsgymnasium Admont. Wegen schlechten Betragens wurde er in der vierten Klasse von der Schule ausgeschlossen und beendete diese in Graz. Danach absolvierte er eine Kochlehre im Wiener Hotel Bristol. Während Hödl zwölf Jahre auf Passagierschiffen arbeitete, dekorierte die Crew seine Gerichte mit kleinen Eisskulpturen, wobei er seine Liebe zum Eisschnitzen entdeckte.

### Freischaffender Künstler
1978 organisierte Hödl in Sapporo, einer weltweiten Hochburg des Eisschnitzens, erstmals selbst ein Eiskunst-Festival. Ab 1981 wirkte er als freischaffender Künstler. Seine Tätigkeit führte ihn von da an rund um die Welt, unter anderem nach China, Kanada, Russland und Norwegen. Dreimal gewann er die Ice Art World Championships, die inoffizielle Weltmeisterschaft im Eisschnitzen. Später widmete er sich auch der Schaffung von Sandskulpturen.
Nach zweijährigen Vorbereitungen entwarf der Künstler 1996 zum ersten Mal die Eiskrippe im Grazer Landhaushof, die sich zu einem alljährlichen Höhepunkt im Grazer Advent entwickelte.
Das internationale Renommee der Aktion trug dazu bei, dass im Jänner 2002 die Weltmeisterschaften im Eisschnitzen in der steirischen Landeshauptstadt stattfanden. 
2014 übergab Hödl die Gestaltung der Eiskrippe aus gesundheitlichen Gründen an den Finnen Kimmo Frosti.
Gert Hödl starb am 19. Jänner 2017 im Alter von 73 Jahren in seiner Wahlheimat Villach. Er hinterlässt eine Tochter.